# Клинг, Йозеф
Йозеф Клинг (нем. Josef Kling; 19 марта 1811, Майнц — 1 ноября 1876, Лондон) — английский шахматный композитор немецкого происхождения; один из основоположников современного шахматного этюда, исследователь эндшпиля. Редактор отдела английского шахматного журнала «Чэсс плейер» (англ. «Chess Player», 1851—1853). Шахматный литератор. Профессор музыки. С 1830-х годов жил в Англии. Совместно с Б. Горвицем составил ряд этюдов, которые считаются классическими. Впервые осуществил в этюде замурование фигуры в защите; автор темы, названной его именем (См. Замурование).
Историю современного этюда принято начинать со сборника этюдов Клинга и Горвица (1851). Они стали не только крупнейшими этюдистами своего времени (более 200 этюдов), но и родоначальниками значительного количества этюдных тем. Кроме того, им принадлежит сам термин «этюд» (нем. Studie; в русский язык, по инициативе М. И. Чигорина, вошёл его французский аналог). В творчестве Клинга и Горвица ещё немало чисто аналитических позиций, но немало и ярких, зрелищных этюдов, красота которых заслуживает быть отмеченной и с современной точки зрения.

## Избранные этюды
|   | a | b | c | d | e | f | g | h |   |
| - | --- | --- | --- | --- | --- | --- | --- | --- | - |
| 8 | e7 чёрная пешка · a5 белый король · d5 белый слон · e2 белый ферзь · a1 чёрный король · b1 чёрный ферзь | e7 чёрная пешка · a5 белый король · d5 белый слон · e2 белый ферзь · a1 чёрный король · b1 чёрный ферзь | e7 чёрная пешка · a5 белый король · d5 белый слон · e2 белый ферзь · a1 чёрный король · b1 чёрный ферзь | e7 чёрная пешка · a5 белый король · d5 белый слон · e2 белый ферзь · a1 чёрный король · b1 чёрный ферзь | e7 чёрная пешка · a5 белый король · d5 белый слон · e2 белый ферзь · a1 чёрный король · b1 чёрный ферзь | e7 чёрная пешка · a5 белый король · d5 белый слон · e2 белый ферзь · a1 чёрный король · b1 чёрный ферзь | e7 чёрная пешка · a5 белый король · d5 белый слон · e2 белый ферзь · a1 чёрный король · b1 чёрный ферзь | e7 чёрная пешка · a5 белый король · d5 белый слон · e2 белый ферзь · a1 чёрный король · b1 чёрный ферзь | 8 |
| 7 | e7 чёрная пешка · a5 белый король · d5 белый слон · e2 белый ферзь · a1 чёрный король · b1 чёрный ферзь | e7 чёрная пешка · a5 белый король · d5 белый слон · e2 белый ферзь · a1 чёрный король · b1 чёрный ферзь | e7 чёрная пешка · a5 белый король · d5 белый слон · e2 белый ферзь · a1 чёрный король · b1 чёрный ферзь | e7 чёрная пешка · a5 белый король · d5 белый слон · e2 белый ферзь · a1 чёрный король · b1 чёрный ферзь | e7 чёрная пешка · a5 белый король · d5 белый слон · e2 белый ферзь · a1 чёрный король · b1 чёрный ферзь | e7 чёрная пешка · a5 белый король · d5 белый слон · e2 белый ферзь · a1 чёрный король · b1 чёрный ферзь | e7 чёрная пешка · a5 белый король · d5 белый слон · e2 белый ферзь · a1 чёрный король · b1 чёрный ферзь | e7 чёрная пешка · a5 белый король · d5 белый слон · e2 белый ферзь · a1 чёрный король · b1 чёрный ферзь | 7 |
| 6 | e7 чёрная пешка · a5 белый король · d5 белый слон · e2 белый ферзь · a1 чёрный король · b1 чёрный ферзь | e7 чёрная пешка · a5 белый король · d5 белый слон · e2 белый ферзь · a1 чёрный король · b1 чёрный ферзь | e7 чёрная пешка · a5 белый король · d5 белый слон · e2 белый ферзь · a1 чёрный король · b1 чёрный ферзь | e7 чёрная пешка · a5 белый король · d5 белый слон · e2 белый ферзь · a1 чёрный король · b1 чёрный ферзь | e7 чёрная пешка · a5 белый король · d5 белый слон · e2 белый ферзь · a1 чёрный король · b1 чёрный ферзь | e7 чёрная пешка · a5 белый король · d5 белый слон · e2 белый ферзь · a1 чёрный король · b1 чёрный ферзь | e7 чёрная пешка · a5 белый король · d5 белый слон · e2 белый ферзь · a1 чёрный король · b1 чёрный ферзь | e7 чёрная пешка · a5 белый король · d5 белый слон · e2 белый ферзь · a1 чёрный король · b1 чёрный ферзь | 6 |
| 5 | e7 чёрная пешка · a5 белый король · d5 белый слон · e2 белый ферзь · a1 чёрный король · b1 чёрный ферзь | e7 чёрная пешка · a5 белый король · d5 белый слон · e2 белый ферзь · a1 чёрный король · b1 чёрный ферзь | e7 чёрная пешка · a5 белый король · d5 белый слон · e2 белый ферзь · a1 чёрный король · b1 чёрный ферзь | e7 чёрная пешка · a5 белый король · d5 белый слон · e2 белый ферзь · a1 чёрный король · b1 чёрный ферзь | e7 чёрная пешка · a5 белый король · d5 белый слон · e2 белый ферзь · a1 чёрный король · b1 чёрный ферзь | e7 чёрная пешка · a5 белый король · d5 белый слон · e2 белый ферзь · a1 чёрный король · b1 чёрный ферзь | e7 чёрная пешка · a5 белый король · d5 белый слон · e2 белый ферзь · a1 чёрный король · b1 чёрный ферзь | e7 чёрная пешка · a5 белый король · d5 белый слон · e2 белый ферзь · a1 чёрный король · b1 чёрный ферзь | 5 |
| 4 | e7 чёрная пешка · a5 белый король · d5 белый слон · e2 белый ферзь · a1 чёрный король · b1 чёрный ферзь | e7 чёрная пешка · a5 белый король · d5 белый слон · e2 белый ферзь · a1 чёрный король · b1 чёрный ферзь | e7 чёрная пешка · a5 белый король · d5 белый слон · e2 белый ферзь · a1 чёрный король · b1 чёрный ферзь | e7 чёрная пешка · a5 белый король · d5 белый слон · e2 белый ферзь · a1 чёрный король · b1 чёрный ферзь | e7 чёрная пешка · a5 белый король · d5 белый слон · e2 белый ферзь · a1 чёрный король · b1 чёрный ферзь | e7 чёрная пешка · a5 белый король · d5 белый слон · e2 белый ферзь · a1 чёрный король · b1 чёрный ферзь | e7 чёрная пешка · a5 белый король · d5 белый слон · e2 белый ферзь · a1 чёрный король · b1 чёрный ферзь | e7 чёрная пешка · a5 белый король · d5 белый слон · e2 белый ферзь · a1 чёрный король · b1 чёрный ферзь | 4 |
| 3 | e7 чёрная пешка · a5 белый король · d5 белый слон · e2 белый ферзь · a1 чёрный король · b1 чёрный ферзь | e7 чёрная пешка · a5 белый король · d5 белый слон · e2 белый ферзь · a1 чёрный король · b1 чёрный ферзь | e7 чёрная пешка · a5 белый король · d5 белый слон · e2 белый ферзь · a1 чёрный король · b1 чёрный ферзь | e7 чёрная пешка · a5 белый король · d5 белый слон · e2 белый ферзь · a1 чёрный король · b1 чёрный ферзь | e7 чёрная пешка · a5 белый король · d5 белый слон · e2 белый ферзь · a1 чёрный король · b1 чёрный ферзь | e7 чёрная пешка · a5 белый король · d5 белый слон · e2 белый ферзь · a1 чёрный король · b1 чёрный ферзь | e7 чёрная пешка · a5 белый король · d5 белый слон · e2 белый ферзь · a1 чёрный король · b1 чёрный ферзь | e7 чёрная пешка · a5 белый король · d5 белый слон · e2 белый ферзь · a1 чёрный король · b1 чёрный ферзь | 3 |
| 2 | e7 чёрная пешка · a5 белый король · d5 белый слон · e2 белый ферзь · a1 чёрный король · b1 чёрный ферзь | e7 чёрная пешка · a5 белый король · d5 белый слон · e2 белый ферзь · a1 чёрный король · b1 чёрный ферзь | e7 чёрная пешка · a5 белый король · d5 белый слон · e2 белый ферзь · a1 чёрный король · b1 чёрный ферзь | e7 чёрная пешка · a5 белый король · d5 белый слон · e2 белый ферзь · a1 чёрный король · b1 чёрный ферзь | e7 чёрная пешка · a5 белый король · d5 белый слон · e2 белый ферзь · a1 чёрный король · b1 чёрный ферзь | e7 чёрная пешка · a5 белый король · d5 белый слон · e2 белый ферзь · a1 чёрный король · b1 чёрный ферзь | e7 чёрная пешка · a5 белый король · d5 белый слон · e2 белый ферзь · a1 чёрный король · b1 чёрный ферзь | e7 чёрная пешка · a5 белый король · d5 белый слон · e2 белый ферзь · a1 чёрный король · b1 чёрный ферзь | 2 |
| 1 | e7 чёрная пешка · a5 белый король · d5 белый слон · e2 белый ферзь · a1 чёрный король · b1 чёрный ферзь | e7 чёрная пешка · a5 белый король · d5 белый слон · e2 белый ферзь · a1 чёрный король · b1 чёрный ферзь | e7 чёрная пешка · a5 белый король · d5 белый слон · e2 белый ферзь · a1 чёрный король · b1 чёрный ферзь | e7 чёрная пешка · a5 белый король · d5 белый слон · e2 белый ферзь · a1 чёрный король · b1 чёрный ферзь | e7 чёрная пешка · a5 белый король · d5 белый слон · e2 белый ферзь · a1 чёрный король · b1 чёрный ферзь | e7 чёрная пешка · a5 белый король · d5 белый слон · e2 белый ферзь · a1 чёрный король · b1 чёрный ферзь | e7 чёрная пешка · a5 белый король · d5 белый слон · e2 белый ферзь · a1 чёрный король · b1 чёрный ферзь | e7 чёрная пешка · a5 белый король · d5 белый слон · e2 белый ферзь · a1 чёрный король · b1 чёрный ферзь | 1 |
|   | a | b | c | d | e | f | g | h |   |

Решение:

1. Крa6! (см. 7-й ход белых) Фg6+

2. Крa7! Фg1+

3. Крa8! Фb1

4. Фe5+ Фb2

5. Фe1+ Фb1

6. Фc3+ Фb2

7. Фa5+ Крb1

8. Сe4+ Крc1

9. Фe1×

Побочное решение:

1. Cc4! Фb2

2. Фd1+! Фb1

3. Фa4+! Крb2

4. Фb3+ Крс1

5. Фe3+ Крb2

6. Крb4! Крc2+

7. Сb3+

## Труды
- Kling J., Horwitz B. Chess studies. L.: 1851.
- Chess studies and end-games, 2 ed., L., 1889 (соавтор).